# Maliarpha brunnella
Maliarpha brunnella är en fjärilsart som beskrevs av Cook 1997. Maliarpha brunnella ingår i släktet Maliarpha och familjen mott. Inga underarter finns listade i Catalogue of Life.